# La Garde-Adhémar
La Garde-Adhémar är en kommun i departementet Drôme i regionen Auvergne-Rhône-Alpes i sydöstra Frankrike. Kommunen ligger i kantonen Pierrelatte som tillhör arrondissementet Nyons. År 2022 hade La Garde-Adhémar 1 147 invånare.

## Befolkningsutveckling
Antalet invånare i kommunen La Garde-Adhémar
Referens:INSEE